# Kay Glasson Taylor

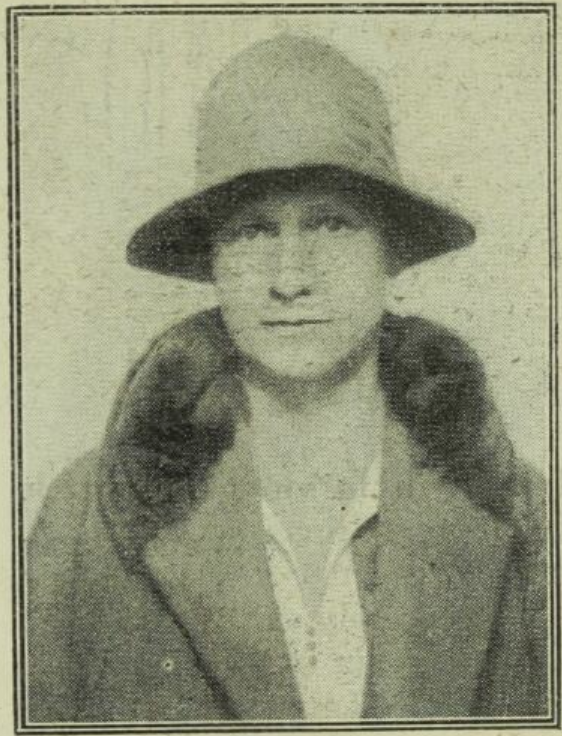
Kay Glasson Taylor (1930)

Kay Glasson Taylor (geboren als Annie Olga Glasson, auch bekannt als Katherine (Glasson) Taylor, Kay, Katherine oder
Kitty Glasson, Pseudonym Daniel Hamline; * 8. Juli 1893 in Kywanna/Queensland; † 14. Mai 1998 in
Corinda/Queensland) war eine australische Schriftstellerin.
Taylor studierte vier Jahre Medizin an der University of Sydney. 1916 kehrte sie nach Queensland zurück und heiratete. Ihr erstes Werk, das Kinderbuch Ginger for Pluck, veröffentlichte sie 1929 unter dem Pseudonym Daniel Hamline. Es folgten weitere Kinderbücher und Romane wie Pick and the Duffers (1930), Many Years: A Story of Russia during the War and the Revolution (1931) und Bim (1947). Mit dem Roman Wards of the Outer March (1932) gewann sie den zweiten Preis beim Romanwettbewerb der Zeitschrift The Bulletin. Er war Vorlage eines unvollendeten Films von Charles Chauvel.